# Alfred Wałek
Alfred Wałek (ur. 6 lipca 1926 w Dourges) – polski działacz partyjny i państwowy, dziennikarz oraz wydawca, były I sekretarz Komitetu Miasta i Powiatu PZPR w Pruszkowie, w latach 1980–1984 I sekretarz Komitetu Wojewódzkiego PZPR w Płocku.

## Życiorys
Syn Jana i Józefy. Uzyskał tytuł magistra, był słuchaczem Szkoły Partyjnej przy KC PZPR (1953–1955) i Wyższej Szkoły Nauk Społecznych przy KC PZPR (1962–1963). Działał w Związku Młodzieży Wiejskiej i Związku Młodzieży Polskiej.
W 1944 wstąpił do Polskiej Partii Robotniczej (w której kierował Komitetem Powiatowym w Oleśnicy), potem przeszedł do Polskiej Zjednoczonej Partii Robotniczej. Związał się z Warszawskim Komitetem Wojewódzkim PZPR, gdzie był kolejno zastępcą kierownika Wydziału Organizacyjnego (1955–1958) oraz kierownikiem Wydziału Propagandy (1958–1960) i Wydziału Ekonomicznego (1960–1962). W latach 1963–1966 I sekretarz Komitetu Miasta i Powiatu PZPR w Płocku, później od 1966 do 1971 był redaktorem naczelnym „Trybuny Mazowieckiej”. Następnie w latach 1971–1975 sekretarz Warszawskiego Komitetu Wojewódzkiego PZPR, w latach 1975–1980 dyrektor naczelny Wydawnictwa „Książka i Wiedza”; wchodził też w skład rady redakcyjnej „Rocznika Mazowieckiego”. Od 31 października 1980 do 14 stycznia 1984 pełnił funkcję I sekretarza KW PZPR w Płocku, potem przeszedł w dyspozycję Komitetu Centralnego. Wypowiadał się jako przeciwnik I sekretarza partii Stanisława Kani. Został także prezesem Mazowieckiego Towarzystwa Kultury.

## Odznaczenia
- Złotym Krzyż Zasługi 1955)[4]
- Medal 10-lecia Polski Ludowej[5].
- Złota Odznaka Honorowa Towarzystwa Przyjaźni Polsko-Radzieckiej (1968)[6]